# Sakowicze (sielsowiet Kurzeniec)
Sakowicze – dawny folwark. Tereny, na których był położony leżą obecnie na Białorusi, w obwodzie mińskim, w rejonie wilejskim, w sielsowiecie Kurzeniec.

## Historia
W czasach zaborów folwark prywatny w gminie Kurzeniec, w powiecie wilejskim, w guberni wileńskiej Imperium Rosyjskiego.
W latach 1921–1945 folwark leżał w Polsce, w województwie wileńskim, w powiecie wilejskim, w gminie Kurzeniec.
Według Powszechnego Spisu Ludności z 1921 roku zamieszkiwało tu 16 osób, 4 były wyznania rzymskokatolickiego a 12 prawosławnego. Jednocześnie wszyscy mieszkańcy zadeklarowali polską przynależność narodową. Były tu 3 budynki mieszkalne. W 1931 w 2 domach zamieszkiwało 12 osób.
Wierni należeli do parafii rzymskokatolickiej i prawosławnej w Kurzeńcu. Miejscowość podlegała pod Sąd Grodzki w Wilejce i Okręgowy w Wilnie; właściwy urząd pocztowy mieścił się w Kurzeńcu.
W wyniku napaści ZSRR na Polskę we wrześniu 1939 miejscowość znalazła się pod okupacją sowiecką. 2 listopada została włączona do Białoruskiej SRR. Od czerwca 1941 roku pod okupacją niemiecką. W 1944 miejscowość została ponownie zajęta przez wojska sowieckie i włączona do Białoruskiej SRR.